# Зубченко Галина Вікторівна
Гали́на Ві́кторівна Зу́бченко (31 січня 1947, Львів — 11 жовтня 2021, Львів) — українська художниця декоративного текстилю, живописець, графік. Член Національної спілки художників України (1992). Дружина Миколи Зубченка.

## Життєпис
Галина Зубченко народилася 31 січня 1947 року у Львові.
1972 року закінчила Львівський інститут прикладного та декоративного мистецтва, в якому вона навчалася в Г. Левицької, В. Манастирського, Л. Медведя. У 1973–1980 роках у Львові на посаді художника-оформлювача ВО «Електрон» і художньо-виробничого комбінату; у 1980 почала працювати викладачем графіки і композиції кафедри моделювання костюма Львівської академії мистецтв.
Померла 11 жовтня 2021 року у Львові.

## Творчість
1978 року почала брати участь в обласних, всеукраїнських та міжнародних вернісажах, з 1999 — міжнародних симпозіумах, 2000-го міжнародного бієнале. Персональні презентації відбулися у Львові (1985, 1992–1993, 1997–1998), польських містах Вроцлаві (1998–1999), Варшаві (2000), Згожельці (2001), Каменній Ґурі (2002), Болеславці та Новодвореку (обидві — 2003).
У доробку портрети й натюрморти, які мисткиня малювала в реалістичному романтизмі, також застосовувала техніку лесирування. Розписані тканини поєднували орнаменти писанок з етнічними мотивами українського одягу. Деякі твори зберігаються у фондах Хмельницького обласного художнього музею, Музеї сучасного мистецтва Львова, галереї мистецтв «Еко» (м. Детройт, шт. Мічиґан, США).
Серед робіт:
- живопис — «Натюрморт із Біблією» (1979), «Мати», «Осінній натюрморт», «Гранат на червоному» (усі — 1980), «М. Зубченко», «Іванка» (обидва — 1981), «В. Забродін», «Поезія», «Старий млинок» (усі — 1982), «Спогад», «Пам'ять» (обидва — 1985), «Великодній натюрморт», «Пробудження» (обидва — 1994);
- графічні серії — «Піцунда» (1983), «Сучасники» (1984), «Мандрівні замальовки» (2000–2009);
- художній текстиль (батик) — цикли «Українська симфонія» (1996), «Львів» (1997);
- серія — «А в небі янголи летять» (1998); «Спостерігання» (1999);
- авангардний текстиль — триптих «Вічність» (1999), «Віртуальні портрети» (2000), «Нескінченний хід» (2001), «Хто ти?» (2002), серія «Віртуальні мотиви» (2006–09), «Білі спогади», «Біля джерела» (обидва — 2008), «Постать», «Жарти львівської погоди» (обидва — 2009);
- ткацтво — серія «Ангеліана» (2000–2006), «Два світи» (2001), триптих «Вікно» (2004), «Велика радість чорної землі» (2006).

## Нагороди
- дипломи з відзнакою Міжнародної виставки художнього текстилю (м. Зелена Ґура, 1999) та Міжнародного бієнале «Od Krosna do krosna» (м. Кросно, 2001), 1-ше місце Міжнародної виставки-конкурсу сакрального мистецтва (Краків, 2000; усі — Польща).